# نجدة بن عامر الحنفي
نجدة بن عامر الحنفي هو أحد قادة الخوارج في عهد الدولة الاموية، ولد عام 36 هـ، وبويع في سنة 66 هـ. استولى على اليمامة، والبحرين بعد حروب طويلة وامتد نفوذه حتى اليمن، واتخذ من القطيف قاعدة له. ثم ولي مكانه أبو فديك أحد أنصاره السابقين وهو من الخوارج أيضاً. استمر في حكمه حتى أرسل له عبد الملك بن مروان جيشاً قضى عليه عام 73 هـ.

## نسبه ونشأته
هو نجدة بن عامر بن عبد الله بن سيّار المطرّح بن ربيعة بن الحارث بن عبد الحارث بن عدي بن حنيفة. جاء في جمهرة أنساب العرب لابن حزم الأندلسي حيث قال: ومن ولدي «عدي بن حنيفة» «عبد الله» و«عبد الحارث» و«عبد مناة» و«مرة» و«سعد» و«نجدة بن عويمر بن عبد الله بن سيار المطرح بن ربيعة بن الحارث بن عدي بن حنيفة الخارجي».
يقول الجاسر أن المصادر تشح بإمدادي بمعرفة شيء عن حياة نجدة في أول أمره بل أنها تجمع على النيل منه وإبرازه بصورة من التحقير فضلاً عن الإشارة إلى شيء من أحواله التي قد تتضح بها بعض محاسنه ولهذا فكثيراً ما يرد في الكتب اسم نجدة بن عويمر تحقيراً له. انتهى قلت: وهذا ماذكره ابن حزم عن نسبه في كتابه وقد يقال نجيدة. وقد حدد البلاذري وبعده ابن الأثير تاريخ ولادة نجدة بسنة 36 هـ، إذ ذكر أنه بويع سنة 66 هـ وهو يومئذ ابن الثلاثين سنة، حيث يصفه ابن الأثير بالشجاعة والكرم.

## حكمه في اليمامة
جاء في الكامل للمبّرد "ثم مضى نجدة بأصحابه إلى اليمامة وكان أبو طالوت بالخضارم في جماعة قد بايعوه فلما نزل انخزل نجدة خلعوا أبا طالوت وصاروا إلى نجدة فبايعوه ولقى نجدة وأصحابه من الخوارج بالعرمة (موضع بنجد) فقال لهم أصحاب نجدة: أن نافعاً قد أكفر القعّد ورأى الاستعراض وقتل الأطفال وانصرفوا مع نجدة فلما صار باليمامة كتب إلى نافع بن الأزرق.
وقد اختار بلدة «أباض» في اليمامة وذلك لسبب عزلتها وتذمر أهلها من الأمويين وأيضا لحضارة البلدة القديمة وثروتها وكونها أيضا من بلاد قومه بني عدي بن حنيفة. تقع أباض أعلى وادي حنيفة كما ذكر الرواة فقد ذكر ابن جرير أن خالد بن الوليد كان منزله الذي التقى الناس أباض واد من أودية اليمامة. وهي كثيرة النخل والزرع وقد ذكرها الهمداني في صفة جزيرة العرب «وفوق ذلك قرية يقال لها أباض».
شارك نجدة في بعض الأعمال ومنها أنه ممن ذهب مع أناس من أهل اليمامة لمناصرة ابن الزبير وحماية مكة من الغزو الذي بعثة يزيد بن معاوية وهذا ماذكره ابن الأثير عن نجدة ومحاسنه.

## وقعة المجازة
ذكر ابن الفقيه في وصف المجازة واليمامة في كتابة مختصر البلدان "وبالمجازة نهران وبأسفلها نهر يقال له "سيح الغمر" وبأعلاها قرية من أرض اليمامة ساكنه بنو هزّان من عنزة بن أسد بن ربيعة وبها أخلاط من الناس من موالي قريش وغيرهم وبها جبل يقال له "شهوان" يصب فيه برك ونعام ووراء المجازة فلج الأفلاج. ا
وما نقله الهمداني عن الجرمي: المجازة من أرض اليمامة لبني سلي وبني صبيح وبني كبير فأما سلي فهو ابن جرم كبر وبني كبير من الهون وصبيح بطن من سلي حتى قال: ومن جانب اليمامة الآخر قرية يقال لها المجازة بها بنو هزان من عنزة وإلى جانبه قرية يقال لها «ماوان» بها بنو هزّان وماوان هي ماوان الحالية إحدى قرى الخرج بالقرب من مدينة «الدلم».
هذا بالنسبة لتعريف المجازة أما بالنسبة للوقعة فهي مما لا شك فيه أنها من أحد أهم وأشهر الحوادث التي وطدّت حكم نجدة بن عامر الحنفي في نجد حيث انتصر في هذه الوقعة على أشهر القبائل وأكثرها فروعا في ذلك العهد والزمان وهي قبيلة كعب من بني عامر بن صعصعة التي من فروعها عقيل وقشير وجعدة وهم سكان جنوب اليمامة.
قال ياقوت وكان به يوم لنجدة الحروري في أيام عبد الله بن الزبير حين هزم عسكر ابن الزبير ومن ذلك أن نجدة الحنفي أخذ عيراً محمّله أموالاً كانت وجهتها إلى ابن الزبير في الحجاز وعزم على الانتقام من نجدة فقال لسراج بن مجاعة الحنفي: والله لأوجهن إليهم جيشاً. استمال ابن الزبير المنضمين إلى ولائه وهي القبائل التي أشرت إليها مسبقاً وكانوا جيراناً لبني حنيفة في البلاد فهم سكان جنوب اليمامة وبلادهم منتشرة في الأفلاج وفي الجانب الجنوبي من عارض شرقاً وغربا من العقيق (وادي الدواسر).
قال ابن الأثير في الكامل في التاريخ عن نجدة: ثم سار في جمع إلى بني كعب بن ربيعة بن عامر بن صعصعة فلقيهم بذي ((جاز)) فهزمهم وقتلهم قتلاً ذريعا وصبر كلاب وعطيف أبناء قرة بن هبيرة القشيريان حتى قتلا وانهزم قيس بن الرقاد الجعدي حتى قال ابن الأثير ورجع نجدة إلى اليمامة فكثر أصحابه.

## البحرين
تعتبر حركة الخوارج وسيطرتهم على القطيف عام 67 هـ أهم الأحداث التي شهدتها المنطقة حيث استطاع الخارجي نجدة بن عامر من السيطرة على القطيف بعد أن جهز جيشاً كبيراً قاده بنفسه من اليمامة، وبعد معارك طاحنة وشرسة استطاع نجدة بن عامر أن يحقق النصر فقتل الكثير ونهب وسبى وأقام نجدة بالقطيف وأخذ يبسط نفوذه فيها وحاول أن يتعقب فلول جيش عبد القيس. هكذا اختار نجدة بن عامر القطيف مركزاً لحكمه ومنطلقاً للسيطرة على سواحل الخليج العربي،

## هزيمة جيش مصعب بن الزبير
أرسل مصعب بن الزبير جيشاً قوامه 14 ألف فارس للقضاء على نجدة وأصحابه وتخليص إقليم البحرين من سيطرته، غير أن النتيجة جاءت لصالح الخارجي نجدة بعد معركة قوية استطاع نجدة بن عامر أن يباغت جيش بن الزبير والذي كان تحت قيادة عبد الله بن عمير الليثي، وانتهت المعركة بهزيمة عبد الله بن عمير. وبذلك ثبت الخوارج أقدامهم في القطيف وأصبحوا أكثر قوة حتى إنهم طمعوا بالسيطرة على بقية الأقاليم الساحلية في الخليج العربي.

## عمان
تعرضت عمان في هذه الفترة لخطر نجده بن عامر الحنفي زعيم الخوارج النجدات الذي تمكن من السيطرة على البحرين وتطلع إلى مد نفوذه إلى عمان التي أرسل إليها حملة عسكرية بقيادة عطية بن الأسود الحنفي عام 67هـ وكانت عمان وقتئذ تحت حكم عباد بن عبد الجلندي يعاونه إبناه «سليمان» و«سعيد» في تدبير أمور عمان وتمكن عطية الحنفي من مفاجئة آل الجلندي بقواته حيث تمكن من هزيمة آل الجلندي وأستولى على عمان بالقوة.
لقد راح العمانيون يتحينون الفرصة للتخلص من سلطة نجده بن عامر وقد حانت تلك الفرصة عندما قتل القائد الخارجي عطية الحنفي أثناء عودته إلى البحرين تاركاً واءه كنائب عنه أبا القاسم في إدارة شؤون عمان وانقض العمانيون بقيادة آل الجلندي على أبي القائم وقتلوه وشتتوا أتباعه وعادت عمان مستقلة مره أخرى.

## فشله في ضم مكة والمدينة
قال ابن الأثير في الكامل في التاريخ: ((وحج نجدة سنة ثمان وستين، وقيل سنة تسع وستين، وهو في ثمانمائة وستين رجلاً، وقيل في ألفي رجل وستمائة رجل، وصالح ابن الزبير على أن يصلي كل واحد بأصحابه ويقف بهم ويكف بعضهم عن بعض. فلما صدر نجدة عن الحج سار إلى المدينة، فتأهب أهلها لقتاله، وتقلد عبد الله بن عمر سيفاً، فلما كان نجدة بنخل أخبر بلبس ابن عمر السلاح،))

## الطائف
قال ابن الأثير ((فرجع إلى الطائف وأصاب بنتاً لعبد الله بن عمرو بن عثمان كانت عند ظئر لها فضمها إليه، فقال بعض أصحابه: إن نجدة ليتعصب لهذه الجارية فامتحنوه، فسأله بعضهم بيعها منه، فقال: قد أعتقت نصيبي منها فهي حرة. قال: فزوجني إياها. قال: هي بالغ وهي أملك بنفسها فأنا استأمرها؛ فقام من مجلسه ثم عاد، قال: قد استأمرتها وكرهت الزواج. فقيل: إن عبد الملك أو عبد الله بن الزبير كتب إليه: والله لئن أحدثت فيها حدثاً لأطأن بلادك وطأة لا يبقى معها بكري. وكتب نجدة إلى ابن عمر يسأله عن أشياء، فقال: سلوا ابن عباس، فسألوه، ومساءلة ابن عباس مشهورة.
ولما سار نجدة من الطائف أتاه «عاصم بن عروة بن مسعود الثقفي» فبايعه عن قومه، ولم يدخل نجدة الطائف، فلما قدم الحجاج الطائف لمحاربة ابن الزبير قال لعاصم: يا ذا الوجهين بايعت نجدة! قال: إي والله وذو عشرة أوجه، أعطيت نجدة الرضى ودفعته عن قومي وبلدي.
واستعمل الحاروق، وهو حراق، على الطائف و«تبالة» و«السراة»، واستعمل «سعد الطلائع» على ما يلي نجران، ورجع نجدة إلى البحرين فقطع الميرة عن أهل الحرمين منها ومن اليمامة، فكتب إليه ابن عباس: إن ثمامة بن أثال لما أسلم قطع الميرة عن أهل مكة وهم مشركون فكتب إليه رسول الله ﷺ: إن أهل مكة أهل الله فلا تمنعهم الميرة، فجعلها لهم، وإنك قطعت الميرة عنا ونحن مسلمون. فجعلها نجدة لهم.
ولم يزل عمال نجدة على النواحي حتى اختلف عليه أصحابه فطمع فيهم الناس؛ فأما الحاروق فطلبوه بالطائف فهرب، فلما كان من العقبة في طريقه لحقه قوم يطلبونه فرموه بالحجارة حتى قتلوه))

## اليمن
قال ابن الأثير: «ثم سار نجدة إلى صنعاء في خف من الجيش، فبايعه أهلها وظنوا أن وراءه جيشاً كثيراً، فلما لم يروا مدداً يأتيه ندموا على بيعته، وبلغه ذلك فقال: إن شئتم أقلتكم بيعتكم وجعلتكم في حل منها وقاتلتكم. فقالوا: لا نستقيل بيعتنا. فبعث إلى مخالفيها فأخذ منهم الصدقة، وبعث نجدة أبا فديك إلى حضرموت فجبى صدقات أهلها».

## مقتله
بعد أن دب الخلاف داخل صفوف الخوارج، وانتهى الأمر بقتل القائد نجدة بن عامر، وتسلم أبو فديك القيادة تحولت عاصمتهم إلى جواثا، كما ذكر ذلك ابن الأثير:
((ومنها أن قوماً فارقوا نجدة واستنابوه فحلف أن لا يعود، ثم ندموا على استنابته وتفرقوا ونقموا عليه أشياء أخر فخالف عليه عامة من معه فانحازوا عنه وولوا أمرهم أبا فديك عبد الله بن ثور، أحد بني قيس بن ثعلبة، واستخفى نجدة، فأرسل أبو فديك في طلبه جماعةً من أصحابه وقال: إن ظفرتم به فجيئوني به. وقيل لأبي فديك: إن لم تقتل نجدة تفرق الناس عنك، فألح في طلبه. وكان نجدة مستخفياً في قرية من قرى حجر، وكان للقوم الذين اختفى عندهم جاريةٌ يخالف إليها راعٍ لهم، فأخذت الجارية من طيب كان مع نجدة، فسألها الراعي عن أمر الطيب، فأخبرته، فأخبر الراعي أصحاب أبي فديك بنجدة، فطلبوه، فنذر بهم، فأتى أخواله من بني تميم فاستخفى عندهم. ثم أراد المسير إلى عبد الملك فأتى بيته ليعهد إلى زوجته، فعلم به الفديكية وقصدوه، فسبق إليه رجل منهم فأعلمه، فخرج وبيده السيف، فنزل الفديكي عن فرسه وقال: إن فرسي هذا لا يدرك فاركبه فلعلك تنجو عليه. فقال: ما أحب البقاء ولقد تعرضت للشهادة في مواطن ما هذا بأحسنها، وغشيه أصحاب أبي فديك فقتلوه، وكان شجاعاً كريماً، وهو يقول:
وإن جر مولانا علينا جريرةً ** صبرنا لها إن الكرام الدعائم